# Феогифомикоз
Феогифомико́з (греч. φαιός «тёмный», ὑφή «ткань», μύκης «гриб») – хроническое грибковое заболевание кожи, подкожной клетчатки и внутренних органов, вызванное пигментированными мицелиальными плесневыми грибами. Феогифомикоз встречается у человека и домашних животных – лошадей, крупного рогатого скота, кошек, собак.

## Этиология
Возбудителем заболевания являются различные виды паразитических грибов из родов Alternaria, Cladophialophora, Phialophora, Exophiala, Fonsecaea, Bipolaris реже других родов.

## Передача инфекции
Возбудитель феогифомикоза обнаруживается в почве, сене, домашней пыли. Передача инфекции происходит при повреждениях кожи (раны, занозы), реже при ингаляции спор возбудителя. Почти все случаи распространенной инфекции имели место у людей с признаками иммунодефицита (сахарный диабет, лейкоз, ВИЧ и др.), однако локализованные, чаще кожные, формы встречаются и у больных с сохранным иммунитетом. Заболевание встречается преимущественно в странах с жарким климатом.

## Клиническая картина
Наиболее обычные и типичные поражения — это кожные или подкожные кисты или абсцессы. Первичное повреждение начинается как один единственный, дискретный, бессимптомный маленький узелок., затем формируется свищевой ход или язва. Иногда может появляться гранулёматозная, слегка приподнятая бляшка, когда основной очаг инфекции находится в эпидермисе и дерме. Возможны кератиты и поражения придаточных пазух носа (синуситы). Вовлечение лимфатических узлов и диссеминация довольно редки. Однако в отдельных случаях инфекция при феогифомикозе может вовлекать центральную нервную систему, кости или внутренние органы, например печень, легкие, сердце или поджелудочную железу. При этом инфекция может метастазировать из очагов на коже или под кожей или возникать первично без видимых кожных повреждений.
У животных проявления болезни сходны с симптомами у людей. Возникают подкожные узлы, язвы, поражения носа, иногда признаки остеомиелита.

## Диагностика
Пункционная биопсия является важным первым шагом в диагностике подкожного феогифомикоза, который подтверждают забором биоптата с последующим культуральным и гистологическим исследованием (Iwatsu и Miyaji 1977, Crosby и другие 1989). Необходимо, чтобы этиология мозгового и легочного феогифомикоза у больных с иммуносупрессией была бы установлена на основе результатов культурального исследования. Разрабатываются новые методы диагностики, в том числе молекулярная диагностика.

## Лечение и профилактика
Для лечения распространенных форм и при поражении внутренних органов используют противогрибковые препараты амфотерицин В, итраконазол и тербинафин. Противогрибковая терапия феогифомикоза может давать вариабельные результаты даже в пределах одного вида возбудителя. При ограниченных узлах на коже и в носу используют, в основном, хирургическое иссечение очагов.
Профилактика включает своевременную обработку повреждений кожи, особенно у лиц, занимающихся сельскохозяйственным трудом, а также борьбу с патологическими состояниями, на фоне которых может возникнуть оппортунистический феогифомикоз.